# Anna Gottlieb
Anna Gottlieb, född 29 april 1774, död 1856, var en operasångare. Hon är känd som den första Antonio i Figaros bröllop av Mozart. Hon var verksam vid flera olika teatrar i Wien från fem års ålder. 